# Деринкую
Подземният град Деринкую (на турски: Derinkuyu, в превод: „дълбок кладенец“, на кападокийски гръцки: Μαλακοπή) е древно многоетажно подземно селище в община Деринкую, вилает Невшехир. На дълбочина достига до около 60 метра. Подземният град е достатъчно голям, за да е побирал до 20 хиляди души едновременно, заедно с домашните им животни и хранителни запаси. Това е най-големият напълно разкрит подземен град в Турция и един от няколкото най-големи такива комплекси, разкрити в историческата област Кападокия.

## История
Пещерите вероятно са били първоначално прокопани в меката вулканична скала от фригийското население, което обитава района на Кападокия през VIII-VII в. пр.н.е. По римско време, вече покръстените жители на областта разширяват многоетажните тунели, като изграждат параклиси с надписи на гръцки. По времето на Византийската империя, подземният град Деринкую вече е напълно оформен и интензивно използван за защита на населението от арабите по време на Арабско-византийските войни през 780–1180 г. Градът е свързан и с други подземни градове посредством километрични тунели. Някои артефакти открити в тези подземни селища се отнасят към средновизантийския период между V и X век. Тези градове остават да служат за убежища на християнското население и по време на монголските нашествия на Тимур от XIV век.
След като областта пада под османско владичество, подземните градове са ползвани от местното християнско население от кападокийски гърци за укритие от набезите на турците, което продължава чак до началото на XX век, когато хиляди християни са прокудени от Турция по силата на проведената през 1923 година размяна на население между Гърция и Турция, при която тунелите били изоставени.
През 1963, подземният град Деринкую е преоткрит, когато един от местните турски жители открива в съседство на стената на дома си едно от помещенията на подземния град. Последвалите изкопни работи разкриват достъп до останалата мрежа от тунели. През 1969 година мястото е отворено за посетители, като е достъпна около половината от подземния град.

## Описание
Както и в други подземни градове из Кападокия, и в Деринкую имало конюшни, изби, складове, работилници с преси за вино и зехтин, трапезарии и параклиси. Подземният град Деринкую можел да бъде затворен отвътре с големи каменни врати. Всеки от етажите можел да бъде също отделно затворен.
Уникална за подземния град Деринкую е просторната зала със сводест таван на второто ниво. Смята се, че тази зала е използвана за религиозно училище и стаите вляво от нея са били класни стаи.
Между третото и четвъртото ниво има поредица от вертикални стълбища, които водят до кръстовидна църква на най-ниското (пето ниво). Голямата 55-метрова вентилационна шахта вероятно е била използвана и като кладенец.

## Други градове
Освен Деринкую, в провинция Невшехир има и други историческо подземни градове, в това число Подземният град Каймаклъ.
Подземните градове се издълбани в уникални геологически формации. В района между градовете Кайсери и Невшехир са разкрити повече от 200 подземни селища на поне две нива. Около 40 от тях са на три и повече нива.
|  | Тази страница частично или изцяло представлява превод на страницата Derinkuyu underground city в Уикипедия на английски. Оригиналният текст, както и този превод, са защитени от Лиценза „Криейтив Комънс – Признание – Споделяне на споделеното“, а за съдържание, създадено преди юни 2009 година – от Лиценза за свободна документация на ГНУ. Прегледайте историята на редакциите на оригиналната страница, както и на преводната страница, за да видите списъка на съавторите. ВАЖНО: Този шаблон се отнася единствено до авторските права върху съдържанието на статията. Добавянето му не отменя изискването да се посочват конкретни източници на твърденията, които да бъдат благонадеждни. |